# Prvenstvo Hrvatske u ragbiju 7 2018.
Prvenstvo Hrvatske u ragbiju 7 za 2018. je osvojila momčad "Nada" iz Splita.

 
 
Prvenstvo je igrano kroz dva turnira, održana u Zagrebu i Sinju, a sudjelovalo je ukupno 10 klubova.

## Sudionici
- Invictus - Dubrovnik
- Makarska Rivijera - Makarska
- Rijeka - Rijeka
- Sinj - Sinj
- Nada - Split
- Lokomotiva - Zagreb
- Mladost - Zagreb
- Novi Zagreb - Zagreb
- Rudeš - Zagreb
- Zagreb - Zagreb

## Rezultati

### Prvi turnir
Prvir turnir prvenstva Hrvatske je održan u Zagrebu 26. svibnja 2018. Sudjelovalo je osam momčadi, a osvojila ga je Nada.

| Grupa A              | Grupa A |
| -------------------- | ------- |
| Nada - Rudeš         | 43:0    |
| Novi Zagreb - Zagreb | 7:21    |
| Rudeš - Zagreb       | 12:38   |
| Nada - Novi Zagreb   | 19:7    |
| Zagreb - Nada        | 0:39    |
| Rudeš - Novi Zagreb  | 0:43    |

| Grupa B              | Grupa B |
| -------------------- | ------- |
| Mladost - Rijeka     | 22:14   |
| Sinj - Lokomotiva    | 68:0    |
| Rijeka - Lokomotiva  | 41:7    |
| Mladost - Sinj       | 12:40   |
| Lokomotiva - Mladost | 0:53    |
| Rijeka - Sinj        | 0:47    |

| poluzavršnica            | poluzavršnica |
| ------------------------ | ------------- |
| Novi Zagreb - Lokomotiva | 41:0          |
| Rijeka - Rudeš           | 21:22         |
| Sinj - Zagreb            | 40:14         |
| Nada - Mladost           | 19:12         |

| utakmice za plasman | utakmice za plasman |
| za 7. mjesto        | za 7. mjesto        |
| ------------------- | ------------------- |
| Lokomotiva - Rijeka | 5:37                |
|                     |                     |
| za 5. mjesto        |                     |
| Novi Zagreb - Rudeš | 47:10               |
|                     |                     |
| za 3. mjesto        |                     |
| Zagreb - Mladost    | 14:21               |
|                     |                     |
| za 1. mjesto        |                     |
| Sinj - Nada         | 12:19               |

### Drugi turnir
Drugi i zavrršni turnir je održan u Sinju 16. i 17. lipnja 2018. Sudjelovalo je 6 momčadi.
| Skupina           | Skupina |
| ----------------- | ------- |
| Zagreb - Invictus | 29:12   |
| Nada - Zagreb     | 43:5    |
| Invictus - Nada   | 0:27    |

| Skupina                     | Skupina |
| --------------------------- | ------- |
| Sinj - Makarska Rivijera    | 38:5    |
| Mladost - Sinj              | 14:19   |
| Makarska Rivijera - Mladost | 7:38    |

| Poluzavršnica  | Poluzavršnica |
| -------------- | ------------- |
| Nada - Mladost | 24:14         |
| Sinj - Zagreb  | 40:5          |

| utakmice za plasman          | utakmice za plasman |
| za 5. mjesto                 | za 5. mjesto        |
| ---------------------------- | ------------------- |
| Invictus - Makarska Rivijera | 24:5                |
|                              |                     |
| za 3. mjesto                 |                     |
| Mladost - Zagreb             | 31:22               |
|                              |                     |
| za 1. mjesto                 |                     |
| Nada - Sinj                  | 28:17               |

## Konačna ljestvica prvenstva
| mj. | klub              | ut. | pob. | ner. | por. | poen+ | poen- | bod |
| --- | ----------------- | --- | ---- | ---- | ---- | ----- | ----- | --- |
| 1.  | Nada              | 9   | 9    | 0    | 0    | 261   | 67    | 18  |
| 2.  | Sinj              | 9   | 7    | 0    | 2    | 321   | 97    | 14  |
| 3.  | Mladost           | 9   | 5    | 0    | 4    | 217   | 159   | 10  |
| 4.  | Zagreb            | 9   | 3    | 0    | 6    | 148   | 245   | 8   |
| 5.  | Novi Zagreb       | 5   | 3    | 0    | 2    | 145   | 50    | 4   |
| 6.  | Rudeš             | 5   | 1    | 0    | 4    | 44    | 192   | 3   |
| 7.  | Rijeka            | 5   | 2    | 0    | 3    | 113   | 103   | 2   |
| 8.  | Invictus          | 3   | 1    | 0    | 2    | 36    | 61    | 2   |
| 9.  | Makarska Rivijera | 3   | 0    | 0    | 3    | 17    | 100   | 1   |
| 10. | Lokomotiva        | 5   | 0    | 0    | 5    | 12    | 240   | 1   |

## Vanjske poveznice
- rugby.hr